# Евтимий Търновски
 Тази статия е за българския патриарх.  За други значения вижте Патриарх Евтимий (пояснение).  
Евтѝмий Търновски е виден български средновековен духовник, книжовник, последен патриарх на Българската православна църква в Средновековието. 
Евтимий е авторитетна и влиятелна фигура в православния свят, обявен за светец. Канонизиран е и паметта му се почита в един и същи ден с паметта на свети Евтимий Велики – 20 януари.
Привърженик е на исихазма. Известни са  десетки съчинения на Патриарх Евтимий – литургични книги, похвални слова, жития и послания. Навярно много от трудовете му са били унищожени или все още не са открити. Негови последователи в книжовното дело са Киприан Киевски, Григорий Цамблак, Йоасаф Бдински и Константин Костенечки. Повечето сведения за живота му са от текстове на негови ученици и последователи, които го представят в благоприятна светлина. Основен сред тях е „Похвално слово за Евтимий“ на Григорий Цамблак.

## Биография
Евтимий е роден около 1320 – 1330 година и според някои източници произхожда от знатния род Цамблаковци. Учи в търновски манастири и приема монашески чин. Привлечен от славата на Теодосий Търновски, около 1350 година постъпва в Килифаревския манастир. Теодосий го определя за свой пръв помощник и през 1363 година двамата заминават заедно за Константинопол, където скоро след това Теодосий умира.
Евтимий последователно постъпва в Студийския манастир и във Великата лавра на Света гора. Византийският император Йоан V Палеолог го изпраща на заточение на остров Лемнос. След освобождаването си Евтимий се връща в българския Зографски манастир на Света гора. Същата 1371 г. Евтимий се връща в България (Второто българско царство) и основава манастира „Света Троица“ край Търново. Там поставя основите на Търновската книжовна школа. Той извършва Евтимиева реформа и установява правила за правопис. Поправя чрез сравнение с гръцки текстове изопачените български църковни книги. Тези коригирани текстове се превръщат в образци за православните църкви в земите на по-късните България, Сърбия, Румъния и Русия, използващи църковнославянски език.
През 1375 г., след смъртта на българския патриарх Йоаникий II, Евтимий е избран за негов наследник. Борбата му с ересите и с упадъка на нравите му печели известност в целия православен свят и мнозина митрополити и игумени се обръщат към него за тълкувания на богословски и църковни въпроси.
През пролетта на 1393 г. султан Баязид I стоварва огромна войска пред Търново и го подлага на продължителна обсада. Григорий Цамблак разказва в „Похвално слово за Евтимий“: „варварският цар...ненадейно нападна града – не от една или две страни, но като го обгради целия отвсякъде с човешки тълпи.“ Иван Шишман не е в града и патриарх Евтимий ръководи защитата му. Смята се, че градът издържа тримесечна обсада. На 17 юли 1393 г. турците превземат столицата с щурм. Видинският митрополит Йоасаф Бдински, съвременник на това събитие, дава следната характеристика за него: „Стана велико агарянско нашествие и се извърши пълно разорение на този град с околностите му“. Според Григорий Цамблак църквите са превърнати в джамии, а християнските свещеници са изгонени и заместени с „учители на безсрамието“ (т.е. с ислямски духовници). 110 видни търновски граждани и боляри са убити, но патриарх Евтимий е помилван и изпратен на заточение в областта Македония (днешна Тракия), вероятно в Бачковския манастир.
Предполага се, че е починал в Бачковския манастир през 1402 – 1404 г. От това време Търновската патриаршия престава да съществува, българската църква губи независимостта си и е подчинена на Константинополската патриаршия.

## Книжовна дейност

### Творчество
Значението на Евтимий Търновски за възхода на българската книжовност от втората половина на 14 век е огромно. Делото му се оценява противоречиво от съвременните езиковеди, но мащабността му е извън всякакво съмнение. Той създава оригинални творби, свързани с миналото и настоящето на Търновград, както и се изявява като преводач, определян като "втори Мойсей".   
Сред произведенията му са:
- Жития:

1. „Житие на Иван Рилски“
2. „Житие на Иларион Мъгленски“
3. „Житие на Филотея Темнишка“ (или Търновска)
4. „Житие на Петка Търновска“ (или Параскева Епиватска)

- Похвални слова:

1. „Похвално слово за Михаил Войн“
2. „Похвално слово за Йоан Поливотски“
3. „Похвално слово за св. Неделя“
4. „Похвално слово за св. Константин и св. Елена“

- Послания:

1. „Послание до атонския монах Киприан“ (Киевски митрополит и Всеросийски)
2. „Послание до митрополит Арсений“
3. „Посланиe (първо) до тисманския монах Никодим“
4. „Посланиe (второ) до тисманския монах Никодим" (игумен на монасатира Тисмана във Влахия след 1385)
5. "Послание до митрополит Антим" (Угровлахийски)

- Химнописец:

1. Служба за царица Теофана
2. Параклис /молебен канон/ за царица Теофана
3. Служба за св. Петка Търновска

- Преводач:

1. Петокнижието - първите 5 книги от Стария завет
2. Литургии /девет/ от патриарх Филотей
3. Литургии /две/ от Василий Велики

### Търновска книжовна школа
Животът и делото на патриарх Евтимий са свързани и със създаването и подема на Търновската книжовна школа. Той е инициаторът и основен деятел на т.нар. Евтимиевата реформа върху правописа, синтаксиса, лексиката, морфологията. С цел да се пребори по-ефективно с ересите той се стреми да приближи езика до гръцкия оригинал, като несъзнателно го отдалечава от народните говори. Създава множество нови двукоренови и трикоренови прилагателни  започващи с думичката "бог" като богоподобен, боголепен и обогатява езика. Поради голямото културно влияние на България върху славяно-православния свят, Евтимиевата реформа се отразява на писмеността в Сърбия, Влахия, Молдова и руските княжества.
Около Евтимий се формира значителен кръг от книжовници и църковни дейци. Сред най-значимите му сподвижници са Григорий Цамблак, епископ Киевски (издигнал ораторската и житийната проза до големи висини ) и Константин Костенечки (който под влиянието на Евтиемиевата реформа също извършва правописна реформа - Ресавски правопис/Ресавска редакция). 

## Храмове, посветени на патриарх Евтимий Търновски
В България (към 2023 г.) има три храма, посветени на патриарх Евтимий, като два от тях все още са в строеж:
- През 2003 година започва строеж на храм в чест на Евтимий Търновски във Великотърновския университет. През 2023 година е завършена фасадата и започва вътрешното изографисване[11]. Черквата трябва да бъде академичен храм към Богословския факултет на ВТУ.
- През 2017 година е осветен академичният храм „Свети Патриарх Евтимий“ към Тракийския университет[12] в Стара Загора.
- През 2022 година е положен основният камък на храм „Свети Патриарх Евтимий“ в столичния квартал „Люлин“.[13]

## Вижте още
- Паметници на Патриарх Евтимий
- Адамити
- Добруджанско деспотство
- Теодора Басараб
- Варлаам Калабрийски
- Асеновград

## Съчинения
- Werke des Patriarchen von Bulgarien Euthymius (hrsg. E. Kałužniacki). Wien, 1901 [оригинален среднобългарски текст] (вижте също послеслов на Димитър Кенанов Архив на оригинала от 2016-11-09 в Wayback Machine. към фототипното преиздание на книгата. Велико Търново, 2010)
- Патриарх Евтимий, Съчинения (съст. и ред. Кл. Иванова). С., 1990 [новобългарски превод с обяснителни бележки]

## Изследвания
- Иванова, Кл., Патриарх Евтимий. С., 1986.
- Патриарх Евтимий Търновски и неговото време. Материали от националната научна сесия за 600 г. от заточението на св. Евтимий, патриарх Търновски, Велико Търново, 6 октомври 1993 г.. Ред. кол. Георги Данчев и др., Велико Търново, 1998 (Проглас).
- Андреев, Й., Патриарх Евтимий. Бележити българи, т. III. С., 2012.